# 大和北部八十八ヶ所霊場
大和北部八十八ヶ所霊場（やまとほくぶはちじゅうはちかしょれいじょう）は、奈良県にある八十八箇所の霊場。江戸時代中期（明和年間・1764年から1772年）に開かれた巡礼地で、一部の寺院は廃寺や無住寺となっている。

## 霊場一覧
| No.    | 山号     | 寺号         | 宗派                 | 本尊                | 所在地                       |
| ------ | -------- | ------------ | -------------------- | ------------------- | ---------------------------- |
| 第1番  |          | 大安寺       | 高野山真言宗         | 十一面観音          | 奈良市大安寺2-18-1           |
| 第2番  |          | 大安寺嘶堂   | 高野山真言宗         | 馬頭観音            | 奈良市大安寺2-18-1           |
| 第3番  | 紫雲山   | 西光院       | 華厳宗               | 弘法大師            | 奈良市高御門町21             |
| 第4番  | 豊成山   | 徳融寺       | 融通念仏宗           | 阿弥陀如来          | 奈良市鳴川町25               |
| 第5番  |          | 元興寺塔跡   | 華厳宗               | 十一面観音          | 奈良市芝新屋町12             |
| 第6番  | 雨宝山   | 十輪院       | 真言宗醍醐派         | 地蔵菩薩            | 奈良市十輪院町27             |
| 第7番  | 清冷山   | 福智院       | 真言律宗             | 地蔵菩薩            | 奈良市福智院町46             |
| 第8番  | 日輪山   | 新薬師寺     | 華厳宗               | 薬師如来            | 奈良市高畑町1352             |
| 第9番  |          | 元興寺極楽坊 | 真言律宗             | 智光曼荼羅          | 奈良市中院町11               |
| 第10番 |          | 伝香寺       | 律宗                 | 釈迦如来            | 奈良市小川町24               |
| 第11番 |          | 圓證寺       | 真言律宗             | 釈迦如来            | 生駒市上町4713               |
| 第12番 |          | 真言院       | 華厳宗               |                     | 奈良市雑司町406-1            |
| 第13番 | 華賞山   | 崇徳寺       | 浄土宗               | 阿弥陀如来          | 奈良市大豆山町7              |
| 第14番 | 五竹山   | 空海寺       | 華厳宗               | 地蔵菩薩            | 奈良市雑司町167              |
| 第15番 | 法性山   | 般若寺       | 真言律宗             | 文殊菩薩            | 奈良市般若寺町221            |
| 第16番 | 豊成山   | 高林寺       | 融通念仏宗           | 阿弥陀如来          | 奈良市井上町23               |
| 第17番 |          | 大森大師堂   | （廃寺）             |                     | 奈良市大森町283              |
| 第18番 | 金龍山   | 不退寺       | 真言律宗             | 聖観音              | 奈良市法蓮東垣内町517        |
| 第19番 |          | 海龍王寺     | 真言律宗             | 十一面観音          | 奈良市法華寺北町897          |
| 第20番 |          | 円福寺       | 融通念仏宗           | 阿弥陀如来          | 奈良市佐紀町2667             |
| 第21番 | 松嶺山   | 安楽寺       | 高野山真言宗         | 大日如来            | 奈良市中山町1303             |
| 第22番 | 榁木山   | 賢聖院       | 聖徳宗               | 弘法大師            | 大和郡山市矢田町1937         |
| 第23番 | 篠尾山   | 常光寺       | 真言律宗系単立       | 不動明王            | 奈良市押熊町212              |
| 第24番 | 勝宝山   | 西大寺       | 真言律宗             | 釈迦如来            | 奈良市西大寺芝町1-1-5        |
| 第25番 | 清涼山   | 喜光寺       | 法相宗               | 阿弥陀如来          | 奈良市菅原町50               |
| 第26番 |          | 唐招提寺     | 律宗                 | 廬舎那仏            | 奈良市五条町13-46            |
| 第27番 |          | 唐招提寺奥院 | 律宗                 | 阿弥陀如来          | 奈良市五条2-9-6              |
| 第28番 | 輿山     | 往生院       | 華厳宗（無住）       | 行基菩薩 阿弥陀如来 | 生駒市有里町575-2            |
| 第29番 |          | 極楽寺       | 融通念仏宗           | 弘法大師            | 奈良市七条町1-2-14-2         |
| 第30番 |          | 愛染堂       | （廃寺）             | 愛染明王            | 大和郡山市九条町             |
| 第31番 | 登美山   | 霊山寺       | 霊山寺真言宗         | 薬師如来            | 奈良市中町3879               |
| 第32番 |          | 霊山寺地蔵院 | 霊山寺真言宗         | 地蔵菩薩            | 奈良市中町3879               |
| 第33番 | 鳥見山   | 根聖院       | 真言律宗             | 薬師如来            | 奈良市三碓3-5-13             |
| 第34番 | 生駒山   | 宝山寺       | 真言律宗             | 不動明王            | 生駒市門前町1-1              |
| 第35番 | 小倉山   | 教弘寺       | 真言宗醍醐派         | 如意輪観世音菩薩    | 生駒市小倉寺町539            |
| 第36番 | 龍華山   | 円福寺       | 真言律宗             | 阿弥陀如来          | 生駒市有里町390              |
| 第37番 | 生馬山   | 竹林寺       | 律宗                 | 文殊菩薩            | 生駒市有里町211-1            |
| 第38番 | 龍護山   | 宝幢寺       | 融通念仏宗           | 地蔵菩薩            | 生駒市小平尾町271            |
| 第39番 | 鳴川山   | 千光寺       | 真言宗醍醐派         | 十一面千手観音      | 生駒郡平群町鳴川188          |
| 第40番 | 椣原山   | 金勝寺       | 真言宗室生寺派       | 薬師如来            | 生駒郡平群町椣原53           |
| 第41番 | 無量山   | 平隆寺       | 融通念仏宗           | 阿弥陀如来          | 生駒郡三郷町勢野東2-11-60    |
| 第42番 |          | 東光寺       | 真言宗醍醐派（無住） | 薬師如来            | 生駒郡平群町三里中ノ宮293    |
| 第43番 | 勝出山   | 長楽寺       | 真言宗豊山派         | 聖観音              | 生駒郡平群町吉新2-1          |
| 第44番 | 延命山   | 地蔵寺       | 融通念仏宗           | 阿弥陀如来          | 生駒郡平群町福貴237          |
| 第45番 | 米尾山   | 多聞院       | 信貴山真言宗         | 毘沙門天            | 生駒郡平群町信貴畑1474       |
| 第46番 | 信貴山   | 朝護孫子寺   | 信貴山真言宗         | 毘沙門天            | 生駒郡平群町大字信貴山2280-1 |
| 第47番 | 補陀洛山 | 持聖院       | 真言律宗             | 弘法大師            | 生駒郡三郷町勢野東6-7-27     |
| 第48番 | 円通山   | 融念寺       | 融通念仏宗           | 阿弥陀如来          | 生駒郡斑鳩町神南3-5-8        |
| 第49番 |          | 薬師寺       | 法相宗               | 薬師三尊            | 奈良市西ノ京町457            |
| 第50番 |          | 法隆寺北室院 | 聖徳宗               | 聖観世音菩薩        | 生駒郡斑鳩町法隆寺山内1-1    |
| 第51番 |          | 法隆寺西円堂 | 聖徳宗               | 薬師瑠璃光如来      | 生駒郡斑鳩町法隆寺山内1-1    |
| 第52番 | 岡本山   | 法起寺       | 聖徳宗               | 十一面観音菩薩      | 生駒郡斑鳩町岡本1873         |
| 第53番 | 妙見山   | 法輪寺       | 聖徳宗               | 薬師如来            | 生駒郡斑鳩町三井1570         |
| 第54番 | 松尾山   | 松尾寺       | 真言宗醍醐派         | 千手観音            | 大和郡山市山田町683          |
| 第55番 | 矢田山   | 矢田寺       | 高野山真言宗         | 延命地蔵菩薩        | 大和郡山市矢田3506           |
| 第56番 |          | 矢田寺観音堂 | 高野山真言宗         | 観世音菩薩          | 大和郡山市矢田3506           |
| 第57番 | 無量山   | 阿弥陀院     | 高野山真言宗         | 大日如来            | 大和郡山市番条町614          |
| 第58番 | 方虚山   | 釈尊寺       | 真言宗（無住）       | 十一面観音          | 大和郡山市高田町             |
| 第59番 | 医王山   | 薬園寺       | 真言宗御室派         | 薬師如来            | 大和郡山市材木町30           |
| 第60番 | 異香山   | 誕生寺       | 浄土宗               | 中将姫              | 奈良市三棟町2                |
| 第61番 | 如意山   | 春岳院       | 高野山真言宗         | 阿弥陀如来          | 大和郡山市新中町3            |
| 第62番 |          | 十三鐘菩提院 | 法相宗               | 阿弥陀如来          | 奈良市高畑町1126             |
| 第63番 | 高円山   | 白毫寺       | 真言律宗             | 阿弥陀如来          | 奈良市白毫寺町392            |
| 第64番 |          | 光明院大師堂 | 真言宗（無住）       | 弘法大師            | 大和郡山市番条町564          |
| 第65番 |          | 正福寺       | 真言宗               | 聖観音              | 大和郡山市発志院町411        |
| 第66番 | 楊柳山   | 大野寺       | 真言宗室生寺派       | 弥勒菩薩            | 宇陀市室生大野1680           |
| 第67番 | 宝寿山   | 龍象寺       | 高野山真言宗         | 地蔵菩薩            | 奈良市帯解本町177            |
| 第68番 | 子安山   | 帯解寺       | 華厳宗               | 地蔵菩薩            | 奈良市今市町734              |
| 第69番 |          | 円満寺       | 高野山真言宗         | 青面金剛            | 奈良市下山町109              |
| 第70番 | 大星山   | 満願寺       | 浄土宗               | 薬師如来            | 奈良市横井181                |
| 第71番 | 磐余山   | 東光寺       | 真言宗               | 大日如来            | 桜井市大字谷381-1            |
| 第72番 | 一心山   | 極楽寺       | 浄土宗               | 観世音菩薩          | 奈良市山町685                |
| 第73番 | 菩提山   | 正暦寺       | 菩提山真言宗         | 薬師如来            | 奈良市菩提山町157            |
| 第74番 | 虚空蔵山 | 弘仁寺       | 高野山真言宗         | 虚空蔵菩薩          | 奈良市虚空蔵町46             |
| 第75番 | 常在山   | 霊仙寺       | 融通念仏宗           | 阿弥陀如来          | 天理市森本835                |
| 第76番 | 霊園山   | 聖林寺       | 真言宗室生寺派       | 地蔵菩薩            | 桜井市下692                  |
| 第77番 | 春日山   | 不空院       | 真言律宗             | 不空羂索観音        | 奈良市高畑町1365             |
| 第78番 | 鉾立山   | 地蔵寺       | 真言宗豊山派         | 地蔵菩薩            | 大和郡山市新庄町252          |
| 第79番 | 十無量山 | 観音寺       | 高野山真言宗         | 十一面観世音菩薩    | 橿原市小房町6-22             |
| 第80番 | 釜の口山 | 長岳寺       | 高野山真言宗         | 阿弥陀如来          | 天理市柳本町508              |
| 第81番 | 三輪山   | 平等寺       | 曹洞宗               | 十一面観音          | 桜井市三輪38                 |
| 第82番 | 安倍山   | 文殊院       | 華厳宗               | 文殊菩薩            | 桜井市阿部645                |
| 第83番 | 無量山   | 本光明寺     | 真言律宗             | 弘法大師            | 磯城郡田原本町千代1159       |
| 第84番 | 高日山   | 秦楽寺       | 真言律宗             | 千手観音            | 磯城郡田原本町秦庄267        |
| 第85番 |          | 百済寺       | 高野山真言宗         | 十一面観音          | 北葛城郡広陵町大字百済1168   |
| 第86番 | 金龍山   | 与楽寺       | 真言宗               | 弘法大師            | 北葛城郡広陵町広瀬797        |
| 第87番 | 熊凝山   | 額安寺       | 真言律宗             | 十一面観音          | 大和郡山市額田部寺町36       |
| 第88番 | 霊禅山   | 久米寺       | 真言宗御室派         | 薬師如来            | 橿原市久米町502              |
| 番外   |          | 戒壇院       | 華厳宗               | 千手観世音菩薩      | 奈良市雑司町406-1            |
| 番外   | 円通山   | 慈光院       | 臨済宗大徳寺派       | 釈迦如来            | 大和郡山市小泉町865          |
| 番外   | 青龍山   | 観泉寺       | 融通念仏宗           | 阿弥陀如来          | 生駒市小瀬町582              |
| 別格   |          | 法華寺       | 光明宗               | 十一面観音          | 奈良市法華寺町882            |
| 別格   | 法興山   | 中宮寺       | 聖徳宗               | 如意輪観音          | 生駒郡斑鳩町法隆寺北1-1-2    |
| 別格   | 普門山   | 圓照寺       | 臨済宗妙心寺派       | 如意輪観音          | 奈良市山町1312               |
| 奥之院 | 宀一山   | 室生寺       | 真言宗室生寺派       | 釈迦如来            | 宇陀市室生78                 |